# Wayne LaPierre
Wayne Robert LaPierre Jr. (Nova Iorque, 8 de novembro de 1949) é um ativista norte-americano e vice-presidente executivo da Associação Nacional de Rifles. Em 2013, apareceu na lista de 100 pessoas mais influentes do ano pela Time.